# سيسيل إيستوود
سيسيل إيستوود (بالإنجليزية: Cecil Eastwood)‏ (7 مايو 1894 في المملكة المتحدة - 1968) هو لاعب كرة قدم بريطاني (وحمل سابقاً جنسية المملكة المتحدة لبريطانيا العظمى وأيرلندا) في مركز نصف الجناح. لعب مع بريستون نورث إيند وستوك سيتي وستوكبورت كونتي ونادي بليموث أرجايل.